# Kalixtovy katakomby

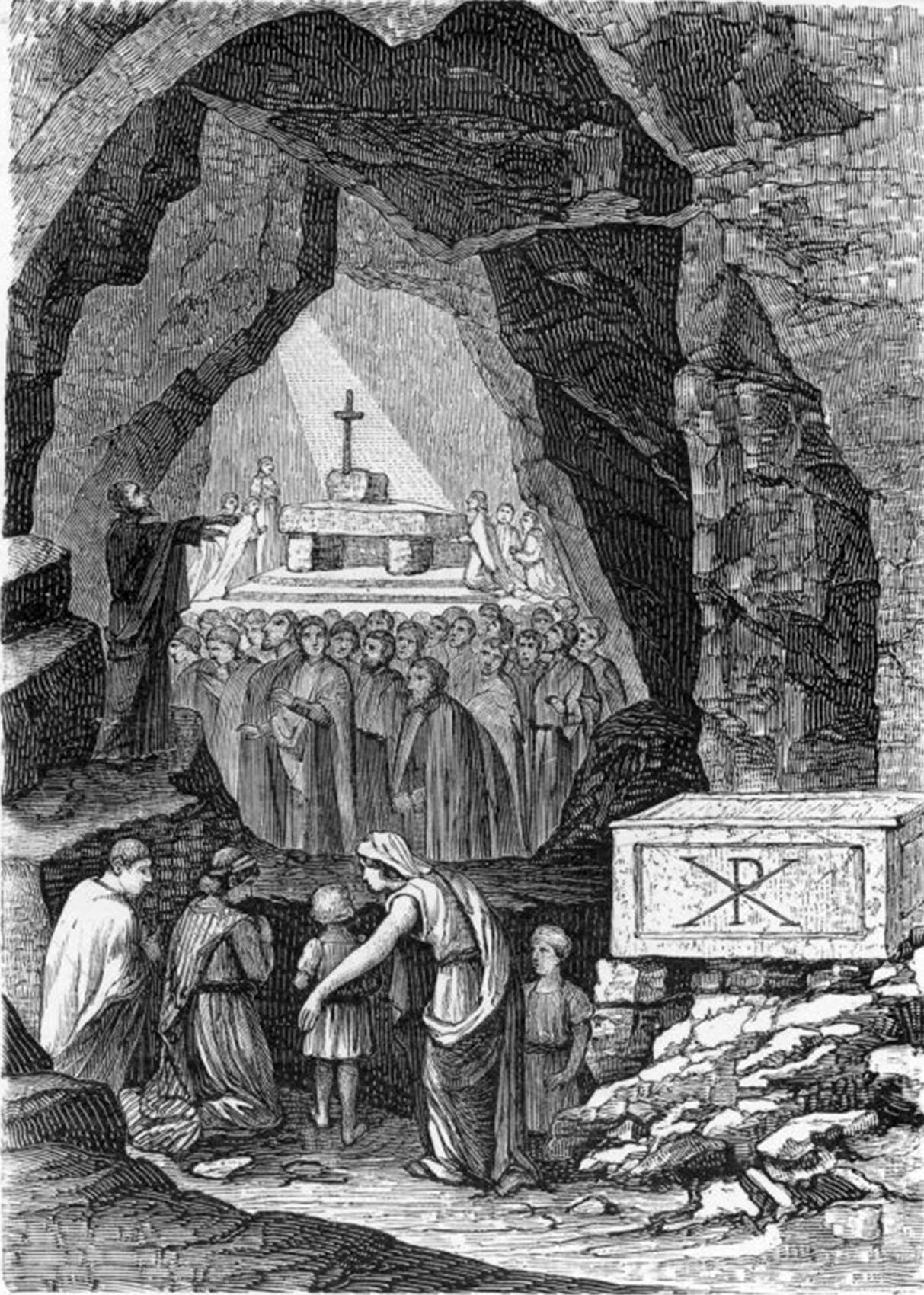
Křesťané vykonávající bohoslužbu v Kalixtových katakombách

Kalixtovy katakomby (také Kalixtův hřbitov) jsou rozsáhlé křesťanské pohřebiště podél silnice Via Appia v Římě, nejvíce pozoruhodné kryptou papežů (italsky Capella dei Papi), založené papežem Zefyrinem. Správcem pohřebiště jmenoval Kalixta I., který se stal jeho nástupcem a na jehož počest jsou katakomby pojmenovány. Kalixt I. sám v katakombách pohřben není. Jeho ostatky jsou uloženy v katakombách v Calepodiusu v Římě.
Jsou zde hroby několika papežů z 2. až 4. století. Na objevené desce umístěné v katakombách, pravděpodobně papežem Sixtem III. okolo roku 440 se uvádějí následující pohřbení papežové Sixtus II., Dionysius, Kornélius, Felix I., Poncián, Fabianus, Caius, Eusebius, Miltiades, Štěpán I., Urban I., Lucius I., a Anterus, seznam neobsahuje žádná jména z 2. století. Krypta papežů se rychle naplnila ve 4. století dalšími ostatky papežů, což způsobilo, že katakomby přestaly být používány a některé ostatky byly přeloženy do různých kostelů v Římě. Později nastal úpadek a katakomby byly zapomenuty.
Nově objeveny byly v roce 1854 italským archeologem a průkopníkem Giovannim Battistou de Rossim, podél silnice Via Appia v Římě.

## Seznam papežů, jejichž ostatky byly v katakombách objeveny

### 2. století
| Pontifikát    | Obrázek | Jméno                     | Pohřbení před Kalixtem I.                                                                                        | Umístění v katakombách | Později přesunut                                                                                 |
| ------------- | ------- | ------------------------- | --- | ---------------------- | ------------------------------------------------------------------------------------------------ |
| 155–166       |         | Anicetus Svatý Anicetus   | Vatikán vrch (některé zdroje říkají, že byl původně pohřben v katakombách s Kalixtem I. a snad i sv. Viktorem I. | neznámé                | Altemps Palace (Piazza Navona)                                                                   |
| c.166–174/175 |         | Soter Svatý Soter         | žádné | neznámé                | San Silvestro in Capite San Sisto Vecchio v Římě Toledo ve Španělsko San Martino ai Monte v Římě |
| 199–217       |         | Zefyrinus Svatý Zefyrinus | Soukromý hřbitov ("v cymiterio suo")                                                                             | Nebyl v kryptě papežů  | San Silvestro in Capite                                                                          |

### 3. století
| Pontifikát                          | Obrázek | Jméno                       | Pohřbení před Kalixtem I. | Umístění v katakombách | Později přesunut                                                                                             |
| ----------------------------------- | ------- | --------------------------- | ------------------------- | ---------------------- | --- |
| 222/223–230                         |         | Urban I. Svatý Urban        | žádné                     | neznámé                | není známé                                                                                                   |
| 21. červenec 230 - 28. září 235     |         | Poncián Svatý Pontian       | Sardinie                  | v kryptě papežů        | není známé                                                                                                   |
| 21. listopad 235 - 3. leden 236     |         | Anterus Svatý Anterus       | žádné                     | v kryptě papežů        | San Silvestro in Capite                                                                                      |
| 10. leden 236 - 20. leden 250       |         | Fabián Svatý Fabian         | žádné                     | v kryptě papežů        | San Martino v Monti v Římě Stará bazilika svatého Petra San Sebastiano fuori le mura                         |
| 25. červen 253 - 5. březen 254      |         | Lucius I. Svatý Lucius      | žádné                     | v kryptě papežů        | Santa Cecilia v Trastevere San Silvestro in Capite Bazilika Santa Prassede                                   |
| 30/31. srpen 257 - 6. srpen 258     |         | Sixtus II. Svatý Sixtus II. | žádné                     | v kryptě papežů        | Stará bazilika svatého Petra San Sisto Vecchio                                                               |
| 22. červenec 259 - 26. prosinec 268 |         | Dionysius Svatý Dionysius   | žádné                     | v kryptě papežů        | San Silvestro in Capite                                                                                      |
| 5. leden 269 - 30. prosinec 274     |         | Felix I. Svatý Felix        | žádné                     | v kryptě papežů        | není známé                                                                                                   |
| 4. leden 275 - 7. prosinec 283      |         | Eutychianus Svatý Eutychian | žádné                     | v kryptě papežů        | Abbey v Luni (Sarzana) Sarzanská katedrála                                                                   |
| 17. prosinec 283 - 22. srpen 296    |         | Caius Svatý Caius           | žádné                     | v kryptě sv. Eusebiuse | San Silvestro in Capite Kostel postavený nad jeho původním domem Sant'Andrea della Valle (Barberiniho kaple) |

### 4. století
| Pontifikát                      | Obrázek | Jméno                                | Pohřbení před Kalixtem I. | Umístění v katakombách | Později přesunut                                  |
| ------------------------------- | ------- | ------------------------------------ | ------------------------- | ---------------------- | ------------------------------------------------- |
| c.309 - c.310                   |         | Eusebius Svatý Eusebius              | Sicílie                   | v kryptě sv. Eusebia   | není známé                                        |
| 2. červenec 311 - 11. leden 314 |         | Miltiades Melchiades Svatý Miltiades | žádné                     | neznámé                | San Silvestro in Capite                           |
| 1. říjen 366 - 11. prosinec 384 |         | Damasus I. Svatý Damasus             | žádné                     | neznámé                | Stará bazilika svatého Petra San Lorenzo v Damasu |